# Hirschhausens Stern Gesund leben

Logo von 2003 bis 2017

Hirschhausens Stern Gesund leben ist ein Gesundheitsmagazin, das zweimonatlich bei Gruner + Jahr erscheint.
Die Zeitschrift wurde erstmals am 19. Mai 2003 als Ableger des Sterns veröffentlicht. Nach dieser Testausgabe erscheint die Zeitschrift seit dem 8. Oktober 2003 zweimonatlich.
Im Januar 2018 wurde eine Zusammenarbeit mit Eckart von Hirschhausen begonnen und sein Name in den Titel aufgenommen.